# 琉球海運
琉球海運株式会社（りゅうきゅうかいうん）は、沖縄県那覇市西に本社を置く海運会社。略称はRKK LINE。
第二次世界大戦終了直後、米軍統治下の沖縄において官民共同出資により設立された経緯から、主要株主には沖縄県および複数の自治体（市および町）のほか、沖縄の代表的な企業が多く名を連ねている。
1978年に経営破綻、会社更生法の適用を受けたが、1995年に更生手続きを完了した。

## 沿革
- 1950年1月23日 - 会社設立[2]。
- 1950年10月 - 社有船第1号貨物船「琉球丸」が那覇へ入港[2]。
- 1952年2月 - 鹿児島 - 名瀬 - 那覇間の定期旅客航路を開設[2]。
- 1954年7月 - 新造船「那覇丸」が鹿児島 - 那覇航路に就航（所要時間は24時間）[2]。
- 1959年6月 - 新造船「宮古丸」が先島航路に就航[2]。
- 1962年6月 - 大阪 - 神戸 - 門司 - 那覇間の貨物定期航路が就航[2]。
- 1965年5月 - 京浜（東京・横浜） - 阪神（大阪・神戸） - 那覇間の定期貨物航路を開設[2]。
- 1967年7月 - 東京 - 那覇間の定期旅客航路を開設[2]。
- 1972年5月15日 - 沖縄の本土復帰にともない、鹿児島駅を接続駅とした本土 - 那覇の国鉄小荷物連絡輸送を開始[2]。
- 1973年11月26日 - 本社兼オフィスビル・ホテルとして建設していた「琉海ビル」建設現場（那覇市前島）で陥没事故が起きる（琉海ビル陥没事故）。
- 1975年2月 - 博多 - 那覇間の定期航路を開設。新造船「えめらるど おきなわ」が就航[2]。
- 1975年7月 - 沖縄国際海洋博覧会にともなう旅客輸送を開始。那覇新港 - エキスポ港の間を、大型ホーバークラフト「しぐなす」（三井造船建造のMV-PP15型をリース）所要40分で運航。[2]。
- 1976年10月12日 - 海洋博輸送への過剰投資、経済不況の影響を受け、会社更生法の適用を那覇地裁に申請して事実上倒産[3]。
- 1976年12月 - 鹿児島 - 那覇 - 先島航路の直行便を開設[2]。
- 1978年6月 - 昭和53-54年福岡市渇水で制限給水中の福岡市に「えめらるど おきなわ」が救援水を輸送[2]。
- 1981年12月 - 博多 - 那覇航路が週2便に増便[2]。
- 1988年1月 - 貨客船「かりゆし おきなわ」建造、那覇 - 東京航路に就航[2]。
- 1991年2月 - 貨客船「わかなつ おきなわ」建造、那覇 - 博多航路に就航[2]。
- 1995年1月 - RO-RO船「みやらび」建造、那覇 - 大阪航路に就航[2]。
- 1995年2月 - 更生手続き終了[2]。
- 1997年1月 - RO-RO船「にらいかない」建造、那覇 - 博多航路に就航[2]。
- 1998年4月 - 東京・阪神 - 那覇航路が週2便に増便[2]。
- 2000年1月 - RO-RO船「しゅれい」就航[2]。
- 2006年9月15日 - RO-RO船「わかなつ」就航。貨客船「わかなつ おきなわ」が引退し、旅客輸送から撤退する[4]。
- 2010年7月7日 - RO-RO船「みやらびII」就航。
- 2014年4月28日 - RO-RO船「ちゅらしま」就航。
- 2017年8月12日 - RO-RO船「しゅれいII」就航。
- 2017年11月14日 - RO-RO船「にらいかないII」就航。
- 2021年2月26日 - RO-RO船「あやはし」就航。

## 主要株主
- 地方公共団体 - 沖縄県、宮古島市、石垣市、竹富町
- その他 - 琉球海運共済会、沖縄港運、大同火災海上保険、東京海上日動火災保険、あいおいニッセイ同和損害保険、尾道造船、りゅうせき、日本郵船、沖縄電力、共進組、琉球銀行[5]

## 航路
定期航路は以下の通り。全てRO-RO船による貨物輸送である。
- 那覇港 - 東京港（有明ふ頭）[7]
- 那覇港 - 大阪港（南港） - 東京港（有明ふ頭）
- 那覇港 - 博多港
- 那覇港 - 鹿児島港
- 那覇港 - 平良港（宮古島） - 石垣港（石垣島） - 高雄港（台湾）

## 旅客輸送
かつては旅客輸送を行っていたが、2006年9月18日付ですべて休止された。休止時点では、3航路（那覇と博多、鹿児島及び先島諸島（宮古・石垣）との間の航路）が運航されていた。
その後、有村産業の破産にともなう運航休止により、沖縄本島から先島諸島への公共交通が航空路のみとなり、潜水病（減圧症）などの身体的な理由で航空機に搭乗できない人の移動手段が事実上断たれた。このため、先島諸島の5自治体で構成する「美ぎ島美しゃ市町村会」からの要請もあり、2011年1月10日より沖縄本島と石垣島・宮古島の間に限り、「特定の者の需要に応じ、特定の範囲の人の運送をする貨物定期航路事業」の形態をとり、限定的な旅客営業を再開している。
定員は「にらいかない」が2名、「しゅれい」が4名。運賃は無料だが、船会社や代理店による乗下船案内などの手数料として5,000円が必要。また、利用の場合は航空機への搭乗が不可である旨が記された医師の診断書が必要である。

## 船舶

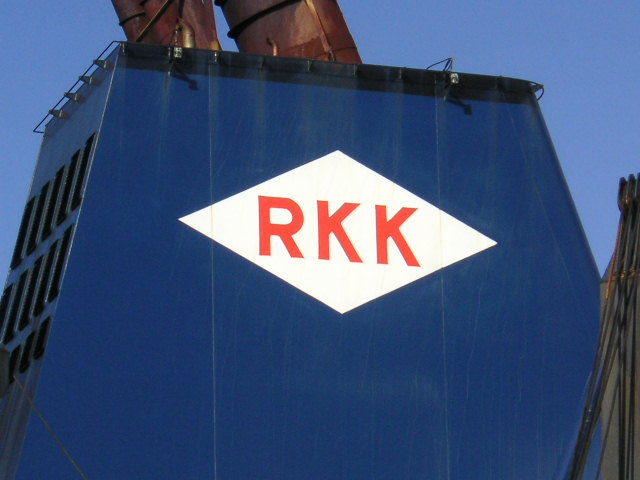
ファンネルマーク

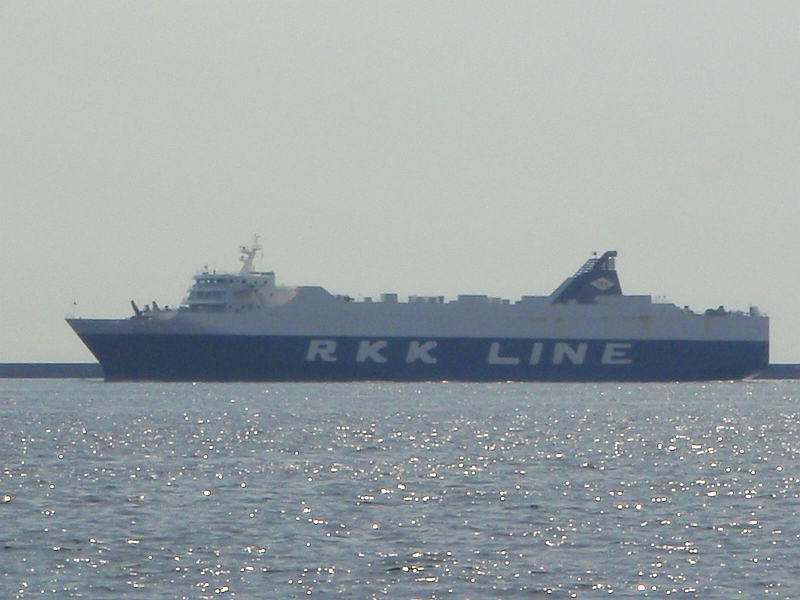
RO-RO船「わかなつ」 - 大阪南港

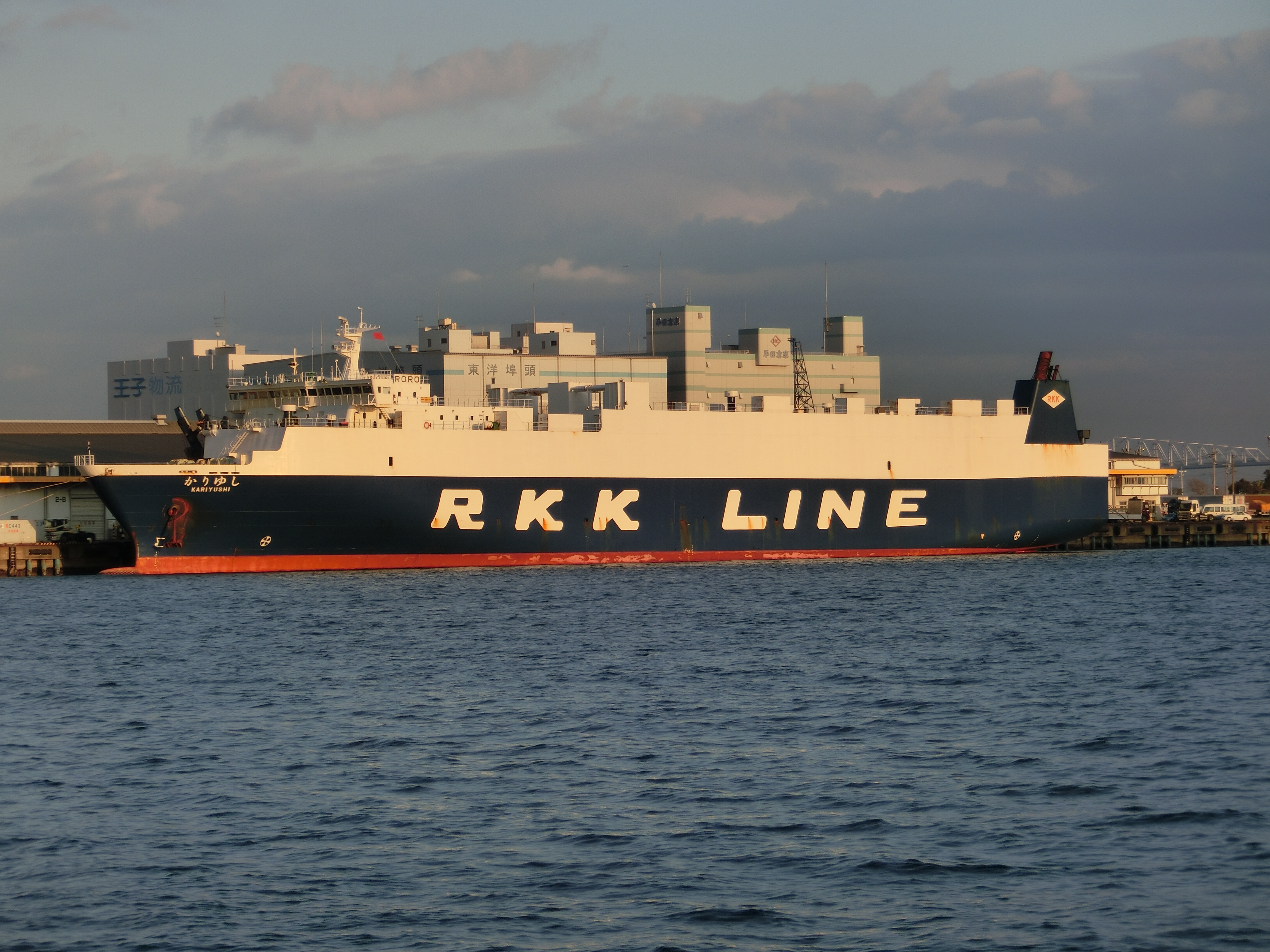
RO-RO船「かりゆし」 - 東京港フェリー埠頭

船体の塗装は上半分が白、下半分が紺。船体側面中央には白字で「RKK LINE」の略称が書かれている。

### 運航中の船舶
定期運航の船舶
すべてRO-RO船。
- にらいかない
1997年1月就航[2]。5,613総トン、全長149.57m、航海速力21.5ノット。
福岡-那覇・那覇-宮古-石垣-那覇航路に就航。
2017年11月退船予定[11]。
- にらいかないII
2017年11月14日就航。11,687総トン、全長182m[12][13]。
東京-大阪-那覇航路に就航。
- しゅれい
2000年1月就航[2]。6,562総トン、全長149.57m、航海速力22.3ノット。
福岡・鹿児島-那覇航路に就航。
- しゅれいII
2017年8月12日就航。11,687総トン、全長182m、航海速力21.5ノット[14][15]。
東京-大阪-那覇航路に就航。
- かりゆし
2002年11月就航[2]。9,943総トン、全長154.07m、航海速力21.5ノット。
家畜輸送用に改造され、2017年10月から沖縄県農業協同組合、琉球海運、セリ牛事故共助積立金運営委員会で構成される家畜海上輸送協議会により運航[11][16][17]。
- わかなつ[4]
2006年9月15日就航。10,185総トン、全長168.71m、航海速力21.5ノット。シップ・オブ・ザ・イヤー2006受賞[18]。
東京-大阪-那覇航路に就航。
- みやらびII[19]
2010年7月7日就航。10,184総トン、全長168.71m、航海速力21.5ノット。
福岡-那覇・那覇-宮古-石垣-那覇航路に就航。
- ちゅらしま
2014年4月28日就航。9,483総トン、航海速力21.5ノット[20]。
- あやはし
2021年2月26日就航。11,681総トン、全長182.51m、航海速力21.5ノット。
福岡-那覇航路に就航。
- 優昭丸
優昭海運所有[21]。2007年12月就航[22]。499総トン、全長69.8m、航海速力14.5ノット[23]
那覇-宮古-石垣航路に就航。

不定期運航の船舶
すべて在来型貨物船。
- 第22愛鷹丸
愛鷹海運所有、499総トン。
- 栄球丸
聖海運所有、499総トン。
- 大峰山丸
双葉商会所有、498総トン。

他社が運航する船舶
- しゅり[24]
2002年7月竣工。9,813総トン、航海速力21.0ノット。
車両積載数：トラック127台（12m車換算）、乗用車103台。コンテナ積載数：300個（20f換算）。
東京-大阪-那覇航路に就航。近海郵船が運航する船舶で、琉球海運は「スペース交換方式」により本船で貨物運送を行っている[25]。

### 引退した主な船舶

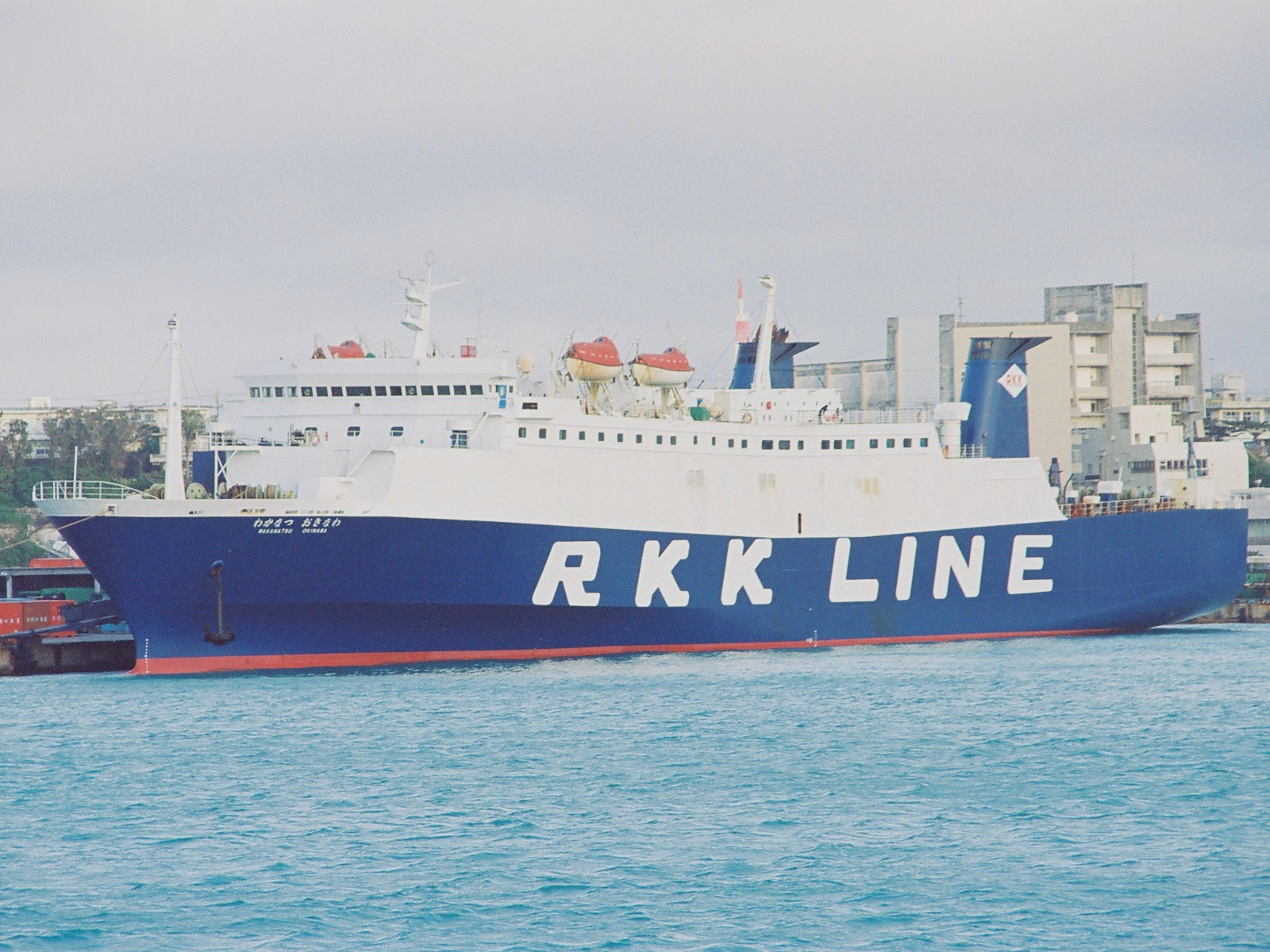
フェリー「わかなつ おきなわ」 - 平良港（2005年2月撮影）

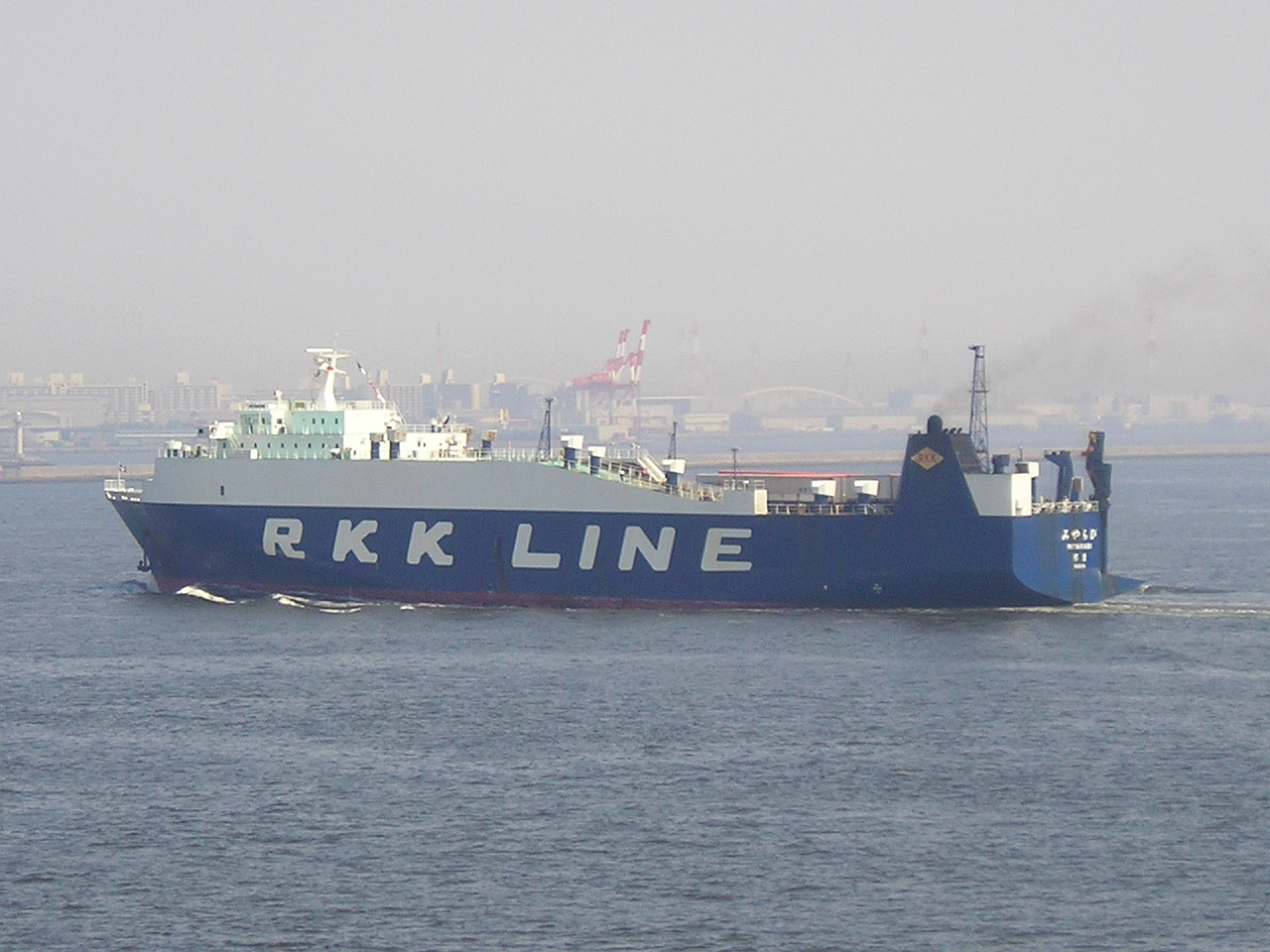
RO-RO船「みやらび」 - 大阪湾

フェリー (RORO貨客船)
- ごーるでん おきなわ[26]
1972年12月竣工・就航、尾道造船建造。
6,820.25総トン、全長126.80m、型幅22.00m、型深さ13.20m、ディーゼル2基2軸、機関出力15,200ps、航海速力20.20ノット。
旅客定員667名、コンテナ158個、乗用車90台、大型トラック11台。
琉球海運初のRORO貨客船。大阪 - 那覇航路に就航、のち博多航路に転配。
1990年福岡国際フェリーが用船、1991年航路廃止後、韓国に売船[27]。
- えめらるど おきなわ[26]
1975年2月竣工・就航、神田造船所建造。
6,150.00総トン、全長126.07m、型幅22.00m、型深さ13.10m、ディーゼル2基2軸、機関出力20,000ps、航海速力20.9ノット。
旅客定員603名。
新設の博多 - 那覇航路に就航[27]。
「にらいかない」の就航に伴い、1996年12月28日に引退し、1997年1月10日にフィリピンに売却された[28]。
- だいやもんど おきなわ[27]
1975年3月29日竣工、同年4月就航。尾道造船建造。
8,609総トン、全長163.0m、型幅21.0m、型深さ13.8m、ディーゼル2基2軸、機関出力36,000ps、航海速力25.3ノット。
旅客定員1,033名、乗用車176台。
1982年新日本海フェリーに売却。ニューゆうとぴあと改名して、クルーズ客船に改装。
- ぷりんせす おきなわ[26]
1978年10月竣工・就航、尾道造船建造。
4,931.98総トン、全長130.29m、型幅20.00m、型深さ13.70m、ディーゼル2基2軸、機関出力13,400ps、航海速力19.6ノット。
旅客定員500名、8tトラック10台、乗用車40台、コンテナ65個
鹿児島 - 那覇 - 先島航路に就航[27]。
- さんしゃいん おきなわ[26]
1981年4月竣工、山西造船鉄工所建造。
4,545.63総トン、全長130.29m、型幅20.00m、型深さ13.70m、ディーゼル2基2軸、機関出力13,400ps、航海速力19.5ノット。
旅客定員217名、8tトラック8台、40tシャーシ4台、乗用車68台、10tコンテナ130個。
鹿児島 - 那覇 - 先島航路に就航、1982年東京航路、1988年大阪航路、博多航路と転配された[27]。
- かりゆし おきなわ[29]
1988年1月竣工、同月就航。6,613総トン。全長145.8m、幅22.4m、航海速力23ノット（最大23.6ノット）。
旅客定員150名。車両等積載数：乗用車200台、シャーシ40台（12m換算）、TEUコンテナ230個。尾道造船建造。
「さんしゃいん おきなわ」に代わって東京航路に就航[27]。2002年、パナマに売却ののち幾度かの変遷を経て2007年、船名を「ASIA ACE」に改名。
- わかなつ おきなわ[30][4]
1991年2月竣工、同月就航。8,052総トン。全長151.1m、幅23m、航海速力21ノット（最大24.2ノット）。
旅客定員150名。車両等積載数：乗用車180台、シャーシ42台（12m換算）、TEUコンテナ167個。佐伯重工業建造。
「ごーるでん おきなわ」に代わって就航。2006年9月、RO-RO船「わかなつ」就航に伴い韓国に売却され、船名を「ASIA INNOVATOR」に改名。上記の「かりゆし おきなわ」改め「ASIA ACE」とともに[要出典]、日本と韓国を結ぶ精密機器専用船として運航されている。

貨客船
- わかば丸
1947年11月竣工、三井造船玉野建造。
もと東洋海運「綾川丸」。
- 那覇丸[31]
1954年6月30日竣工、尾道造船建造。
1,069.63総トン、垂線間長62.20m、型幅10.80m、型深さ4.90m、ディーゼル1基、機関出力1,800ps、最大速力16.519ノット、旅客定員180名。
- 沖縄丸[32]
1956年4月10日竣工、尾道造船建造。
853.25総トン、全長82.05m、型幅11.80m、型深さ5.80m、ディーゼル1基、機関出力2,400ps、航海速力16.5ノット、旅客定員202名。
- 宮古丸[33]
1959年6月20日竣工、尾道造船建造。
925.70総トン、全長64.02m、型幅10.40m、型深さ4.70m、ディーゼル1基、機関出力1,597ps、航海速力13.50ノット、旅客定員168名。
那覇 - 宮古・石垣の先島航路に就航。
- ひめゆり丸[34]
1963年7月6日竣工、尾道造船建造。
2,640.39総トン、全長93.14m、型幅13.60m、型深さ8.05m、ディーゼル1基、機関出力4,500ps、航海速力18.0ノット、旅客定員532名。
引退後フィリピンに売船・改造され、"Doña Paz"と改名。1987年12月20日、タンカーとの衝突により沈没、史上最悪規模の海難事故となった。
- おとひめ丸[35]
1966年7月15日竣工、尾道造船建造。
2,990.80総トン、全長97.91m、型幅13.60m、型深さ8.05m、ディーゼル1基、機関出力5,500ps、航海速力18.50ノット、旅客定員807名。
- とうきょう丸[27]
1969年7月15日竣工、尾道造船建造。
3,510総トン、全長111.2m、幅15.2m、深さ8.7m、ディーゼル2基2軸、機関出力6,150ps、航海速力18.5ノット、旅客定員976名。
東京 - 那覇航路に就航、「なは丸」就航後、鹿児島 - 那覇航路に転配[36]。1978年フィリピンに売船、"Don Eusebio"に改名。
- なは丸[27]
1972年2月22日竣工、同月26日就航[36]、尾道造船建造。
4,958総トン、全長130.9m、幅16.8m、深さ9.1m、ディーゼル1基、機関出力9,200ps、航海速力20.7ノット、旅客定員1,367名。
東京 - 那覇航路に就航、のち鹿児島 - 那覇 - 先島航路に転配。
1981年フィリピンに売船、"Philippine Princess"に改名。
- おきなわ丸[37]
1973年7月31日竣工、尾道造船建造。
3,785.49総トン、全長111.45m、型幅15.20m、型深さ8.90m、ディーゼル1基、機関出力7,600ps、航海速力19.20ノット、旅客定員1,031名。
鹿児島 - 那覇航路に就航。

貨物船
- みやらび
1995年1月就航[2]。5,592総トン、全長149.57m、航海速力21.5ノット。
琉球海運初のRO-RO船[2]。大阪・福岡-那覇航路に就航していた。

## 関連会社
括弧内は本社所在地。
- 沖縄港運（那覇市）
- 宮古港運（宮古島市）
- 八重山港運（石垣市）
- 沖縄荷役サービス（那覇市）
- 沖縄急送（浦添市）
- 沖縄輸送サービス（東京都江東区）
- 九州輸送サービス（福岡市）
- 九輸運送（福岡市）
- きょうはい（那覇市）
- 国際輸送（浦添市）
- 琉海リース（那覇市）
- ロジカルサポート（那覇市）
- 沖縄ロジテム（那覇市）
- 湧川運輸（那覇市）
- 琉海ロジスティクス（うるま市）

## 那覇港と本土・先島への航路をもつ同業他社
詳細は各社項目を参照。
- 近海郵船物流 - 東京・大阪への航路を運航。琉球海運とは「スペース交換方式」による共同運航を行っている。
- マルエーフェリー - 東京・大阪・鹿児島への航路などを運航。
- 鹿児島荷役海陸運輸 - 鹿児島・博多・大阪への航路を運航。本社は鹿児島市にあるが、関連会社の南日本汽船は浦添市に本社がある。
- 丸三海運 - 大阪への航路を運航。本社は大阪市にある。
- 南西海運 - 那覇港から先島諸島へコンテナ船を運航するほか、毎月2便は中国福建省廈門市へ外航船として延長運航する。本社は那覇市にある。旧社名は大米興産。

かつて運航していた同業他社
- 有村産業 - かつて、名古屋・大阪および先島諸島・台湾への航路を運航していた。